# Iphiona
Iphiona é um género botânico pertencente à família Asteraceae.
Espécies:
1. Iphiona arachnoidea (Boiss.) Anderb.
2. Iphiona aucheri (Boiss.) Anderb.
3. Iphiona grantioides (Boiss.) Anderb.
4. Iphiona horrida Boiss.
5. Iphiona mucronata (Forssk.) Asch. & Schweinf.
6. Iphiona phillipsiae (S.Moore) Anderb.
7. Iphiona pinnatifida Mesfin
8. Iphiona scabra DC. ex Decne.
9. Iphiona senecionoides (Baker) Anderb.